# 고려의 농장
고려의 농장(高麗時代－農莊)은 대토지 겸병(兼倂)의 진전 과정에서 국왕과 국가 기관 및 정부의 권력자들의 수중에 집적(集積)된 광대한 토지이며, ‘전장(田莊)’·‘전원(田園)’이라고도 하며, 특수한 경우에 ‘장(莊)’·‘처(處)’라는 이름을 붙였다.

## 개설
농장은 세계사적으로 나타나는 대토지의 소유 형태인 장원(莊園)의 한 유형으로서, 한국에서는 신라 통일기부터 나타나기 시작한다. 고려 초기에는 토지 국유의 원칙에 입각하여 전시과(田柴科) 체제가 정비되었으나, 그 속에는 공음전시·사전(賜田) 등 토지 사유 모순이 내포되어 있었다. 
이러한 사유화의 모순은 이자겸의 권세가 절정에 달하고 지배 질서가 문란해지면서 드러나기 시작, 무인정권 때는 점차 확대되어 전시과 체제가 붕괴되기에 이르렀다. 이리하여 토지 겸병은 보편화하여 토지 지배 관계에 있어 압도적으로 큰 비중을 차지했다. 
농장의 확대는 식읍(食邑)·사전(賜田)·사패(賜牌 : 국가가 정식으로 토지의 개간을 허가한 일종의 공인장)·기진(寄進)·투탁(投託)과 점탈(占奪) 또는 장리(長利, 고리대)로써 이루어졌다. 무인 집권 때 확대된 농장은 몽골와의 항쟁기를 거쳐 보다 진전·격화되었다. 농장을 소유한 자는 왕실 및 그 주변의 내료(內療) 무리, 각 국가 기관, 몽골의 제실(帝室)을 배경으로 한 친원파, 지방의 토호(土豪)·향리(鄕吏)에 이르기까지 그 계층이 광범위하였다.
농장의 소유는 대개 국가 권력에 의존하여 가능했기 때문에 경영방식에는 한계가 있었으나 다소 진보적인 형태도 나타났다. 왕실·왕족에 소속된 장(莊)·처(處)는 국가의 공민(公民)으로써 경작되었으며, 그밖에 권세가에게 소속된 농장은 전호(佃戶)와 노예로써 의하여 경작되었고, 가신(家臣) 및 가노(家奴)를 파견하여 이를 거두어들였다. 이러한 고려의 농장은 서양의 장원이 가지는 불수권(不輸權)이 인정되지 않았던 것이다.